# Classement sans suite en procédure pénale française
Pour les articles homonymes, voir Classement sans suite.
Le classement sans suite en France est la décision prise par un magistrat du parquet de ne pas donner suite à une affaire, conformément au principe d'opportunité des poursuites (articles 40 et 40-1 du Code de procédure pénale).
Cette décision d'abandon des poursuites prise par le parquet n'a aucun caractère définitif ; elle peut être révisée à tout moment et ce jusqu'à ce que la prescription soit acquise. Elle n'a donc aucune autorité et n'est soumise à aucun formalisme.
En pratique, il existe un « formulaire de classement sans suite », avec différents motifs (prescription, infraction insuffisamment caractérisée ou victime indemnisée, ...), le substitut du procureur coche la case appropriée et signe. L'affaire évolue alors généralement vers son règlement amiable ou en régularisation de la situation.
La victime peut, après une telle décision, se constituer partie civile, contraignant le parquet à diligenter une enquête judiciaire.

## Statistiques
En France selon un rapport du Sénat, depuis la fin des années 1980 « le taux de classement sans suite a fortement progressé. En effet, il s'élevait à 69 % en 1987, puis a franchi la barre des 70 % à partir du début des années 80 pour atteindre 80 % en 1995 » mais ces statistiques sont imparfaites, car le dispositif statistique des juridictions pénales ne relève pas la nature des affaires traitées par les Parquets ni les motifs des classements sans suite.
D'après la direction des affaires criminelles et des grâces, ceci est surtout dû au fait que « chaque tribunal possède sa propre table de nature d'affaires et de motifs de classement. Ce manque d'uniformisation des statistiques interdit la production d'une statistique à partir d'extractions des données enregistrées dans les différentes applications informatiques des tribunaux ». De plus, « la grille des motifs de classement ne tient pas compte des alternatives à la poursuite puisqu'elle les assimile à des mesures de classement sans tenir compte de l'obligation de faire imposée au prévenu (…) ».
Une étude sur le classement sans suite a de plus conclu que « le motif du classement est invoqué de façon parfois étrange par rapport au circuit de traitement ou au contenu du dossier. L'obligation (pour des besoins informatiques) de cocher un motif de classement sur un imprimé rend cette opération quelquefois artificielle, voire dénuée de tout fondement » (Ce type de mise en demeure de faire s'est développée à partir du début des années 1990 et est en progression : « de 37 649 en 1992, elles sont passées à 90 128 en 1996. Ce mode de traitement est donc loin d'être négligeable. A titre de comparaison, pour la même année, 43 671 affaires ont été orientées vers l'instruction ». Selon cette même étude, 36,4 % des dossiers comprenant au moins une infraction et un auteur (conditions pour que des poursuites soient envisageables) ont donné lieu à un règlement amiable ou une régularisation de la situation.
Dans ce contexte, on ne peut distinguer « les classements "forcés" (notamment lorsqu'il n'existe pas d'infraction ou que l'auteur de cette dernière n'est pas identifié) et les classements d'opportunité ». Toutes solutions juridiques confondues, quand il y a un auteur connu et une infraction, dans les années 1990, le nombre d'affaires classées sans suite tombe « sous le seuil de 50 % ».
Le tribunal d’Évreux a fait l'objet d'un suivi du 7 octobre au 31 décembre 1997 : il a traité dans cette période 6 338 procédures et pris 991 décisions de poursuite, mais « sur les 6 338 procédures, 602 concernaient des affaires qui ne constituaient pas d'infraction. 43 procédures ont été affectées d'un motif juridique qui s'oppose à l'exercice de poursuites (solde : 5 693). Sur ces 5 693 infractions, 3 800 ont été classées pour défaut d'élucidation (solde : 1 893). Ainsi, 1 893 plaintes, procès-verbaux et dénonciations correspondaient donc à des infractions "poursuivables" ; 602 classements ont été décidés pour inopportunité des poursuites, ce qui correspond à un taux de 32 %. On est donc loin des 80 %.
Sur les 1 291 infractions poursuivables restantes, 300 procédures ont fait l'objet d'une réponse alternative aux poursuites.
Le taux de réponse judiciaire sur les infractions poursuivables s'établit donc dans ce cas à 68 %, qu'il s'agisse d'une réponse alternative aux poursuites ou d'une poursuite. ».
Selon le directeur des affaires criminelles et des grâces, le taux de "classement sec" s'élèverait à 25 %.

## Motifs de classement sans suite
Les principaux motifs de classement sans suite sont :
- classement pour alternatives aux poursuites ;
- classement pour absence d'infraction ;
- classement pour infraction insuffisamment caractérisée ;
- classement pour "motifs juridiques" ;
- classement pour poursuites inopportunes ;
- classement pour d'autres poursuites ou sanction non pénale.
- classement pour "décès de l'auteur".